# کنجدکار (باغ‌ملک)
کنجدکار (باغ‌ملک)، روستایی از توابع بخش مرکزی شهرستان باغ‌ملک در استان خوزستان ایران است.

## جمعیت
این روستا در دهستان هپرو قرار دارد و براساس سرشماری مرکز آمار ایران در سال ۱۳۸۵، جمعیت آن ۳۰۰ نفر (۴۱ خانوار) بوده‌است.این روستا از دو قسمت بالا و پایین تشکیل شده‌است .دو روستا قبل از سال ۱۳۴۰محل قشلاق نکوییها و سروستانیها و چند خانواده شیخ و بهمیی بوده‌است که در دوره پهلوی دوم به‌تدریج جهت استفاده ازامکانات مدرسه به‌تدریج تخته قاپو شدند. ملک کنجدکار بالا متعلق به نکویی‌ها و کنجدکار پایین متعلق به سروستانی هامی باشدودارای یک مدرسه مشترک ابتدایی در کنجدکار پایین می‌باشند.